# The Tomb of Ligeia
The Tomb of Ligeia is een Britse horrorfilm uit 1964 onder regie van Roger Corman. Het scenario is gebaseerd op de novelle Ligeia (1838) van de Amerikaanse auteur Edgar Allan Poe.

## Verhaal
Verden Fell is geobsedeerd door zijn overleden vrouw Ligeia. Hij denkt dat haar geest zo sterk is dat ze zal opstaan uit het graf. Hij vergeet zijn obsessie, wanneer hij verliefd wordt op Rowina Trevanion. Na hun huwelijk beginnen er vreemde zaken te gebeuren.

## Rolverdeling
| Acteur             | Personage                 |
| ------------------ | ------------------------- |
| Vincent Price      | Verden Fell               |
| Elizabeth Shepherd | Rowena Trevanion / Ligeia |
| John Westbrook     | Christopher Gough         |
| Derek Francis      | Lord Trevanion            |
| Oliver Johnston    | Kenrick                   |
| Richard Vernon     | Dr. Vivian                |
| Frank Thornton     | Peperel                   |
| Ronald Adam        | Priester                  |
| Denis Gilmore      | Livreiknecht              |
| Penelope Lee       | Dienstmeid van Rowena     |